# Carausius undatus
Carausius undatus är en insektsart som beskrevs av Chen, S.C. och Yun He He 2002. Carausius undatus ingår i släktet Carausius och familjen Phasmatidae. Inga underarter finns listade.